# Новый Сат
Новый Сат (рум. Satul Nou, Сатул-Ноу) — село в Чимишлийском районе Молдавии. Относится к сёлам, не образующим коммуну.

## География
Село расположено на высоте 110 метров над уровнем моря. Находится на реке Скиноса.

## Население
По данным переписи населения 2004 года, в селе Сатул Ноу проживает 2201 человек (1091 мужчина, 1110 женщин).
Этнический состав села:
| Национальность | Число жителей | Процентный состав |
| -------------- | ------------- | ----------------- |
| молдаване      | 2171          | 98.64             |
| русские        | 15            | 0.68              |
| румыны         | 6             | 0.27              |
| украинцы       | 4             | 0.18              |
| болгары        | 3             | 0.14              |
| гагаузы        | 2             | 0.09              |
| Всего          | 2201          | 100%              |